# 26879 Haines
26879 Haines è un asteroide areosecante. Scoperto nel 1994, presenta un'orbita caratterizzata da un semiasse maggiore pari a 2,3109706 UA e da un'eccentricità di 0,3475630, inclinata di 21,33519° rispetto all'eclittica.